# Thomisus bargi
Thomisus bargi là một loài nhện trong họ Thomisidae.
Loài này thuộc chi Thomisus. Thomisus bargi được Pawan U. Gajbe miêu tả năm 2004.